# Zabytki w Kaliszu

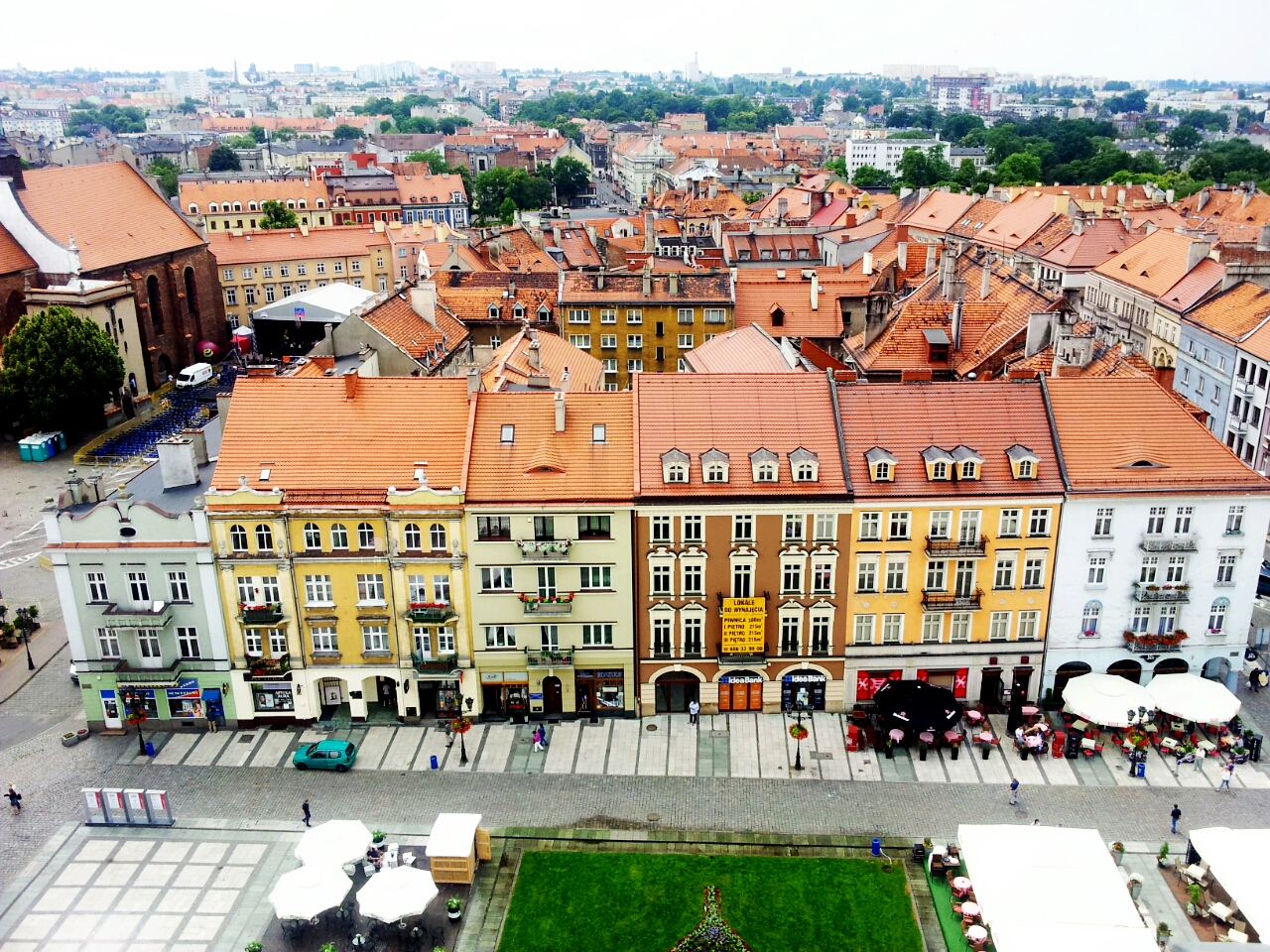
Widok z wieży ratusza na miasto lokacyjne

Zabytki w Kaliszu – na dzień 31 grudnia 2017 w Kaliszu znajdowało się blisko sto obiektów i zespołów obiektów wpisanych do rejestru zabytków nieruchomych.
W czasach Królestwa Polskiego w Kaliszu działali m.in. Sylwester Szpilowski i Franciszek Reinstein, według projektów których wzniesiono szereg monumentalnych budowli o surowych formach klasycystycznych.

## Architektura sakralna

### Zespoły klasztorne

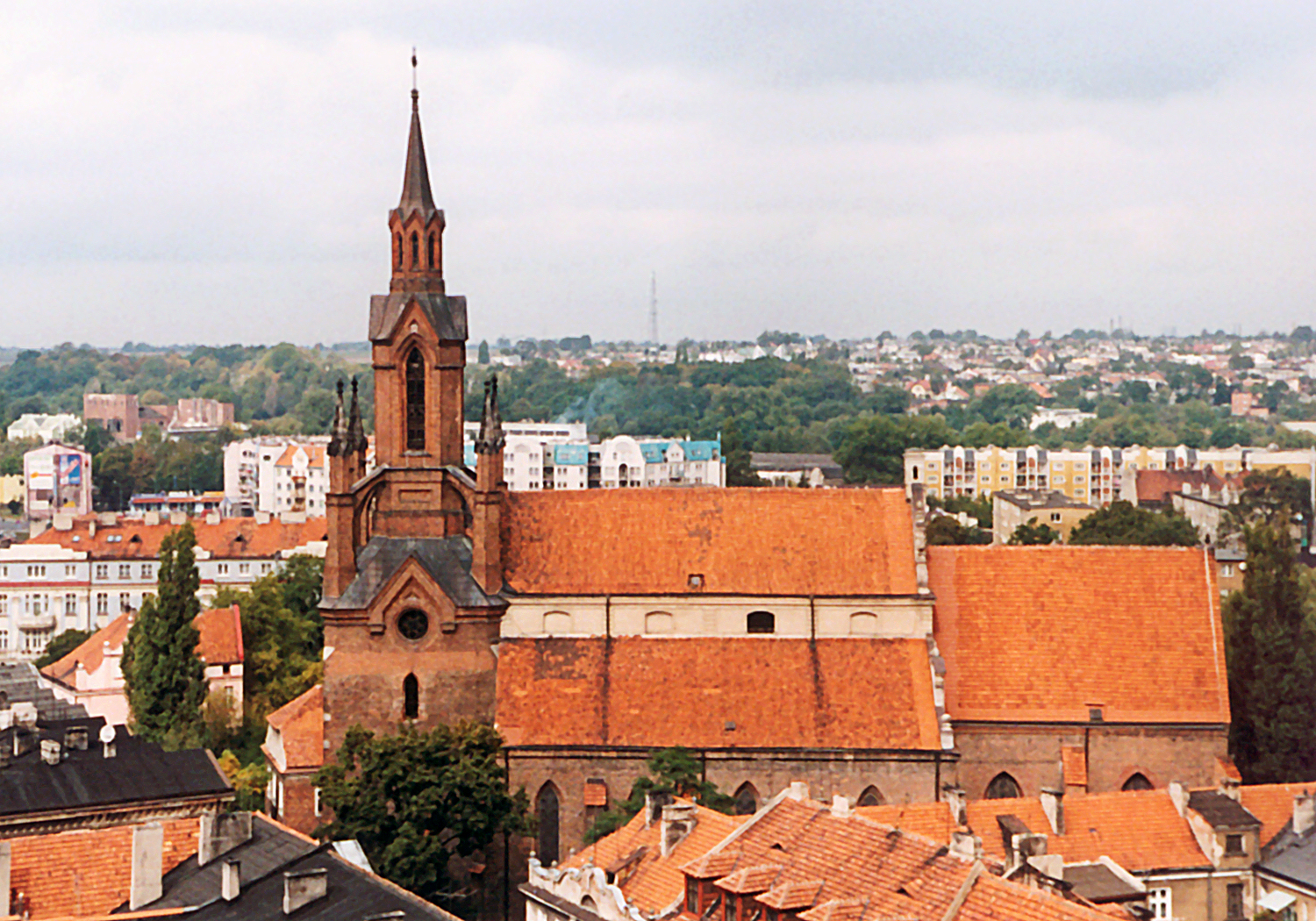
Katedra św. Mikołaja Biskupa

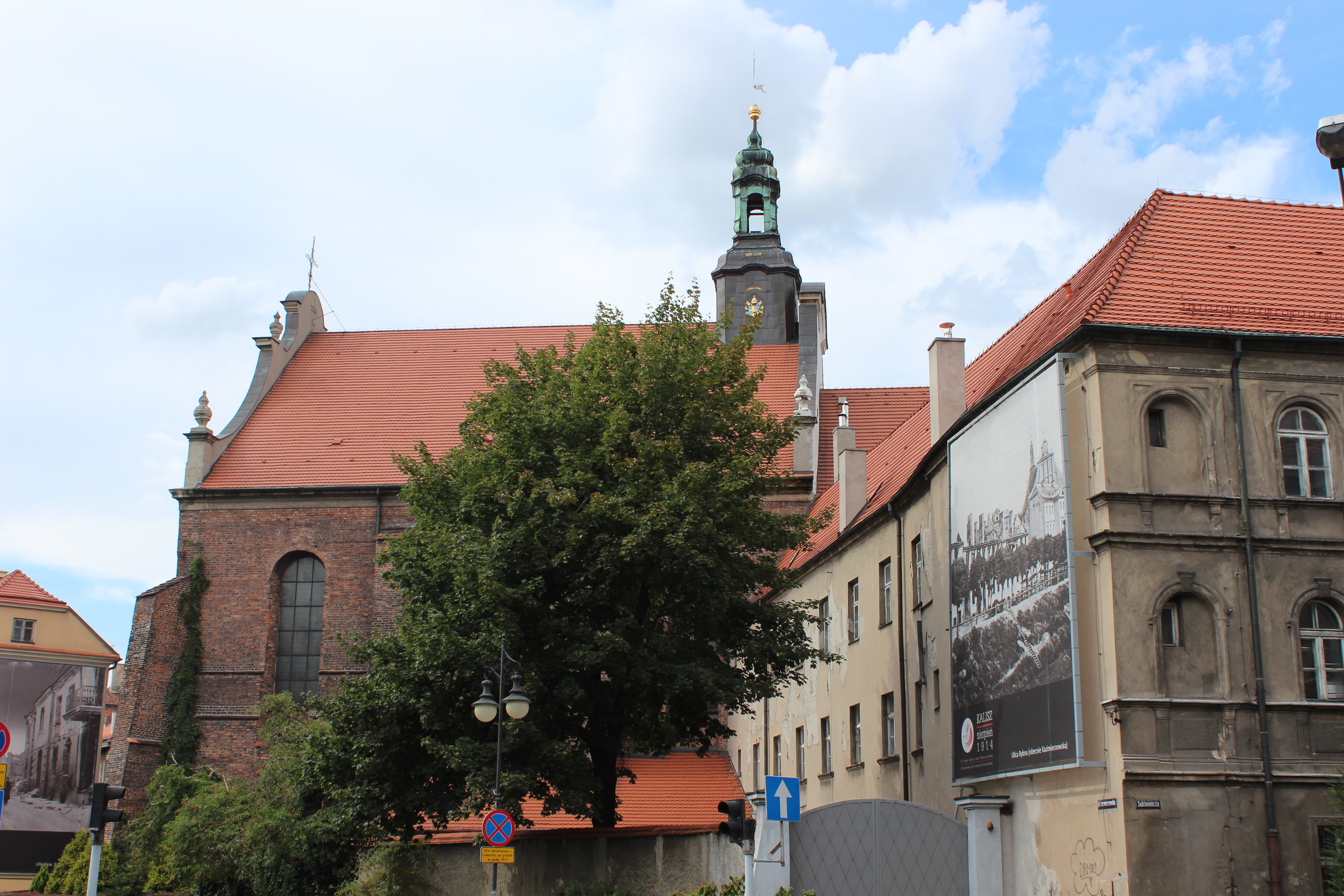
Zespół klasztorny oo. franciszkanów

- dawny zespół klasztorny kanoników laterańskich, ul. Kanonicka 5:
  - katedra św. Mikołaja Biskupa z 1257, gotycka, z neogotycką wieżą z 1883
  - klasztor (obecnie dom parafialny) z 1448, gotycki
- franciszkański zespół klasztorny, ul. Sukiennicza 7:
  - kościół św. Stanisława Biskupa i Męczennika z 1283, gotycki z barokowym szczytem
  - klasztor z połowy XIV w., obecnie barokowy
- pobernardyński zespół klasztorny (obecnie jezuici), ul. Stawiszyńska 2:
  - kościół Nawiedzenia Najświętszej Maryi Panny z 1607, renesansowy, z rokokową polichromią
  - klasztor z 1622, barokowy
  - dzwonnica z 1765, barokowa
- poreformacki zespół klasztorny (obecnie nazaretanki), ul. Śródmiejska 43:
  - kościół św. Józefa i św. Piotra z Alkantary z 1673, barokowy
  - klasztor z 1673, barokowy
  - kaplica św. Jana Nepomucena z 1736, barokowa

### Kościoły

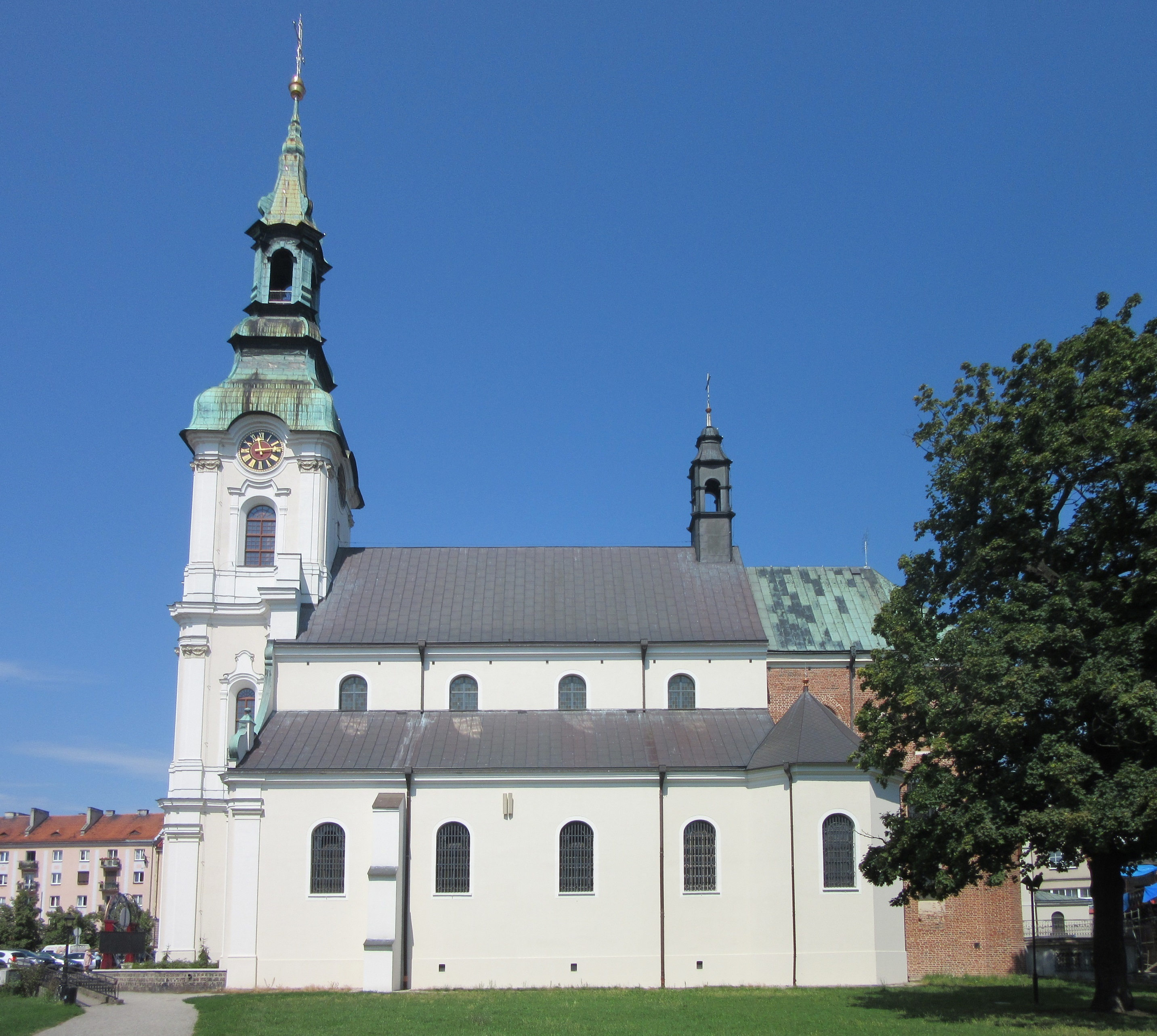
Bazylika kolegiacka Wniebowzięcia Najświętszej Maryi Panny

- bazylika kolegiacka Wniebowzięcia Najświętszej Maryi Panny z 1353, barokowa z cudownym obrazem św. Rodziny, pl. św. Józefa 7
  - dzwonnica z 1820
  - dom parafialny z 1818, klasycystyczny, pl. Jana Pawła II 3
- pojezuicki kościół św. Wojciecha i św. Stanisława Biskupa z 1597, bazylikowy, barokowy, ul. Kolegialna 2
- kościół św. Michała Archanioła z 1887, neogotycki, ul. Dobrzecka 186
  - plebania z 1875, ul. Dobrzecka 193
- kościół św. Gotarda z 1910, neogotycki, ul. Częstochowska 51
- kościół św. Wojciecha z 1798, drewniany, z barokowym ołtarzem, ul. Bolesława Pobożnego 103

### Pozostałe
- cerkiew prawosławna Świętych Apostołów Piotra i Pawła z 1930, neoromańska, ul. Niecała 1
- kaplica św. Barbary z połowy XIX w., ul. Szczypiornicka 70

## Cmentarze
- zespół cmentarzy przy Rogatce:

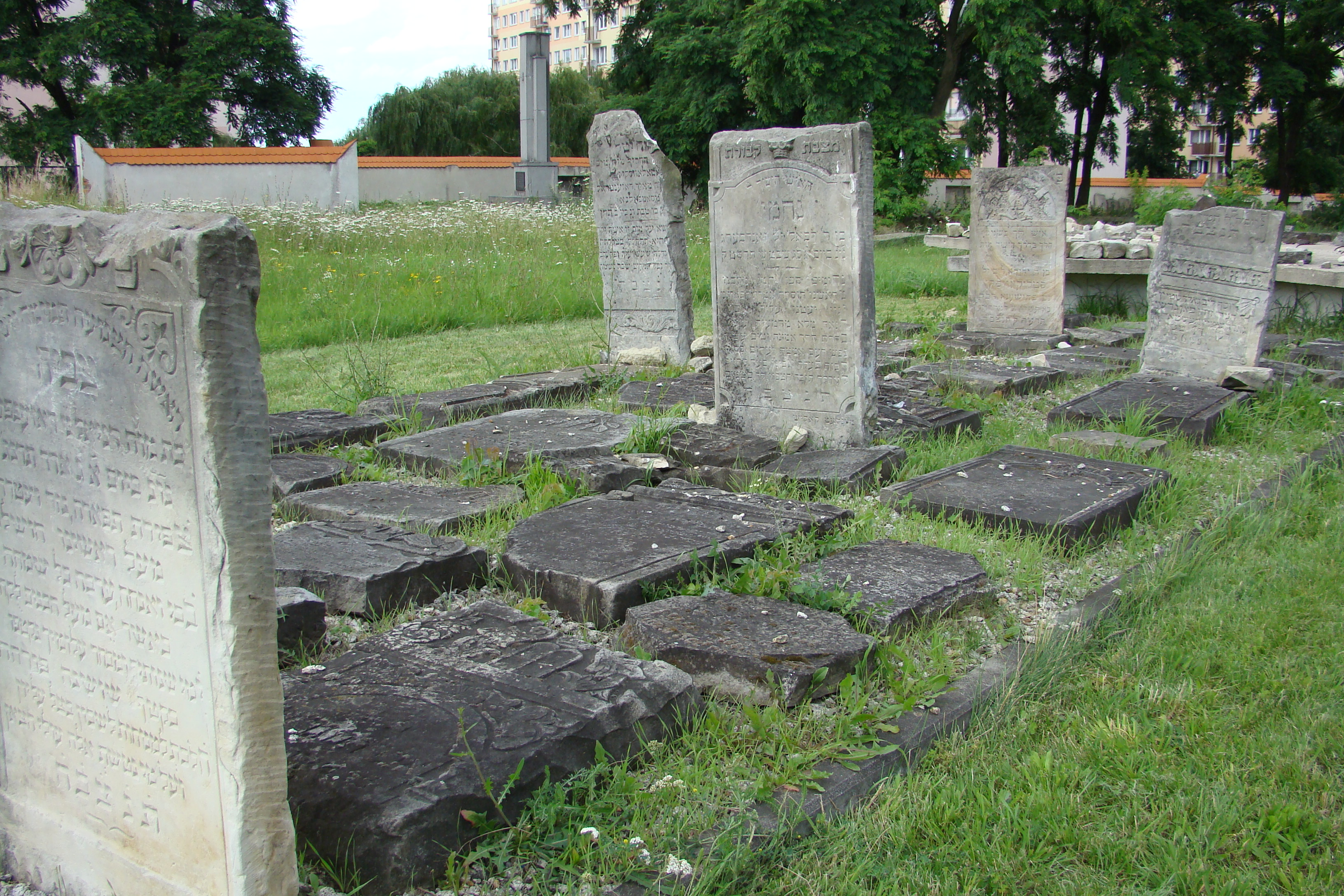
Nowy cmentarz żydowski

  - cmentarz ewangelicko-augsburski (Góra Luterska) z 1689, ul. Harcerska 2
  - cmentarz grecko-prawosławny (Grecka Góra) z 1786, ul. Górnośląska 8
  - Cmentarz Miejski z 1807, ul. Górnośląska 1
- nowy cmentarz żydowski z 1896, ul. Podmiejska 23
- Ukraiński Cmentarz Wojskowy z 1914, ul. Ukraińska

## Budynki użyteczności publicznej

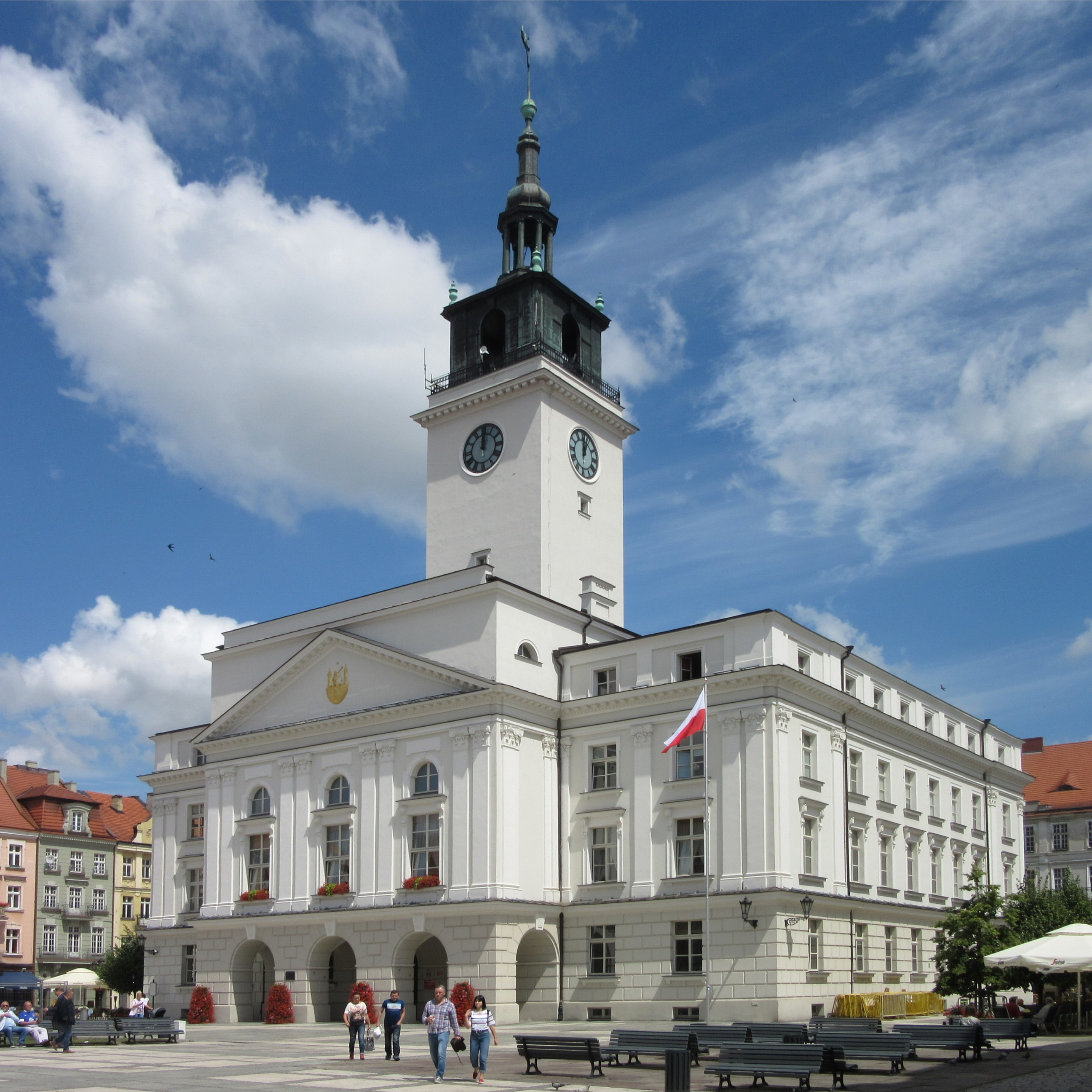
Ratusz

- Ratusz z 1924, neoklasycystyczny, Główny Rynek 20
- pałac Komisji Wojewódzkiej Kaliskiej z 1584 i 1824, klasycystyczny, pl. św. Józefa 5
- gmach kolegium jezuickiego (obecnie biura urzędów administracji publicznej) z XVII w., ul. Kolegialna 4
- Pałac Trybunalski z 1824, klasycystyczny, al. Wolności 13
- gmach Kaliskiego Towarzystwa Wzajemnego Kredytu (obecnie Sąd Okręgowy i Rejonowy) z 1913, al. Wolności 11
- gmach Banku Pekao z 1912, ul. Śródmiejska 29
- gmach Narodowego Banku Polskiego z 1922, pl. Bogusławskiego 2
- Teatr im. Wojciecha Bogusławskiego z 1936, noeklasycystyczny, pl. Bogusławskiego 1
- budynek Kasy Gubernialnej (obecnie Muzeum Okręgowe Ziemi Kaliskiej) z 1909, ul. Kościuszki 12
- gmach I Liceum Ogólnokształcącego im. Adama Asnyka z 1819, klasycystyczny, ul. Grodzka 1
- gmach III Liceum Ogólnokształcącego im. Mikołaja Kopernika z 1902, ul. Kościuszki 10
- rogatka wrocławska z 1828, klasycystyczna, ul. Śródmiejska 36

## Architektura przemysłowa

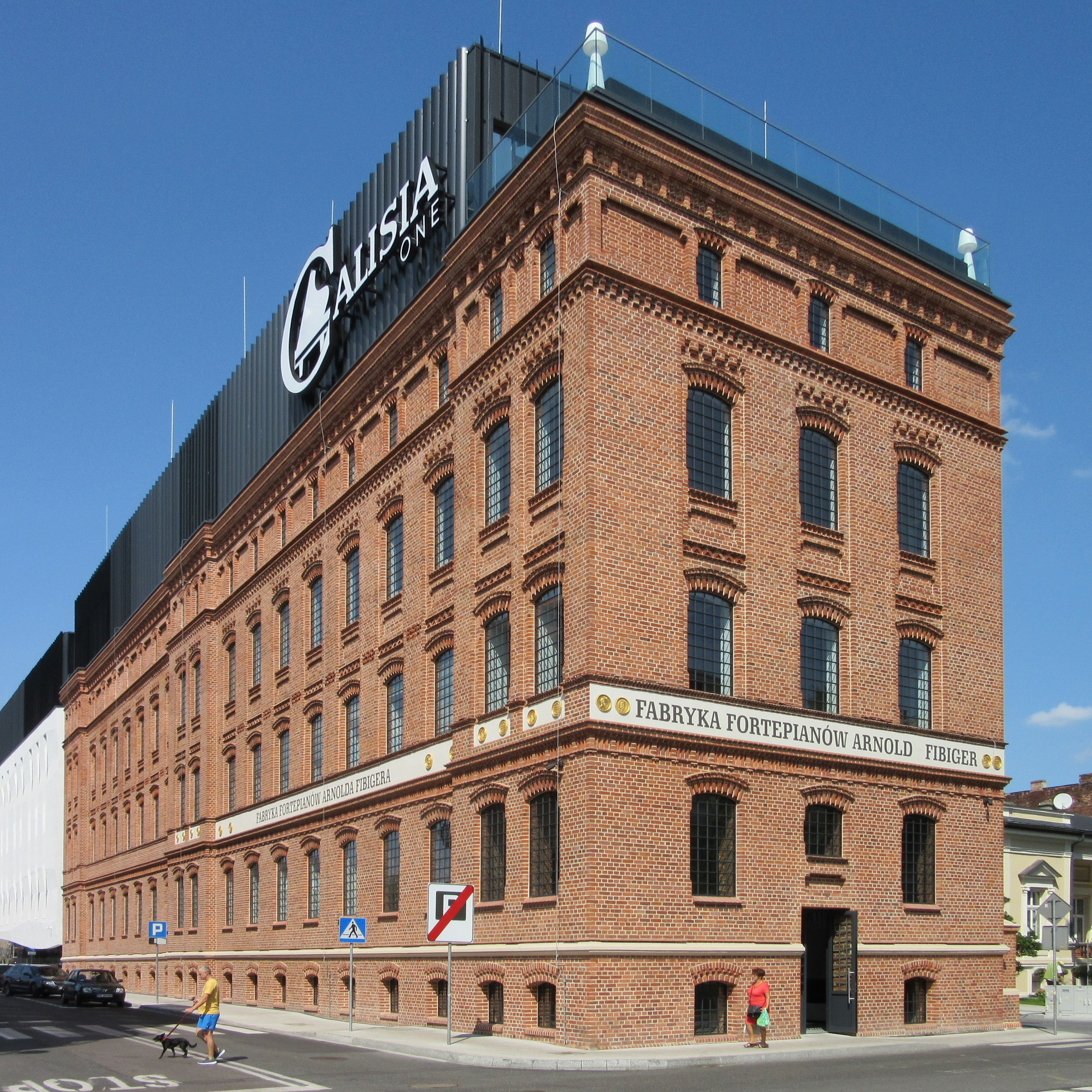
Dawna Fabryka Fortepianów i Pianin Arnolda Fibigera

- fabryka sukna Beniamina Repphana (obecnie budynki mieszkalne) z 1825, pl. Kilińskiego 13, ul. Warszawska 1-9
- Fabryka Fortepianów i Pianin Arnolda Fibigera (obecnie biurowiec Calisia One) z 1898, ul. Chopina 9
- wieża ciśnień z 1935, ul. Górnośląska 66a

## Architektura wojskowa
- budynek Korpusu Kadetów (obecnie Centrum Kultury i Sztuki) z 1825, ul. Łazienna 6
- budynek administracji wojskowej Korpusu Kadetów (obecnie Miejska Biblioteka Publiczna im. Adama Asnyka) z 1798, ul. Łazienna 6
- komenda garnizonu (obecnie NZOZ „Rogatka Kaliska”) z 1842, ul. Śródmiejska 34
- koszary wojskowe (obecnie gmach główny Akademii Kaliskiej) z 1. połowy XIX w., ul. Nowy Świat 4
- koszary Godebskiego z 1. połowy XIX w., klasycystyczne, ul. Babina 16
- koszary wojskowe (obecnie Kampus Mundurowy WSKiP) z 1815, ul. Wrocławska 193-195

### Fortyfikacje

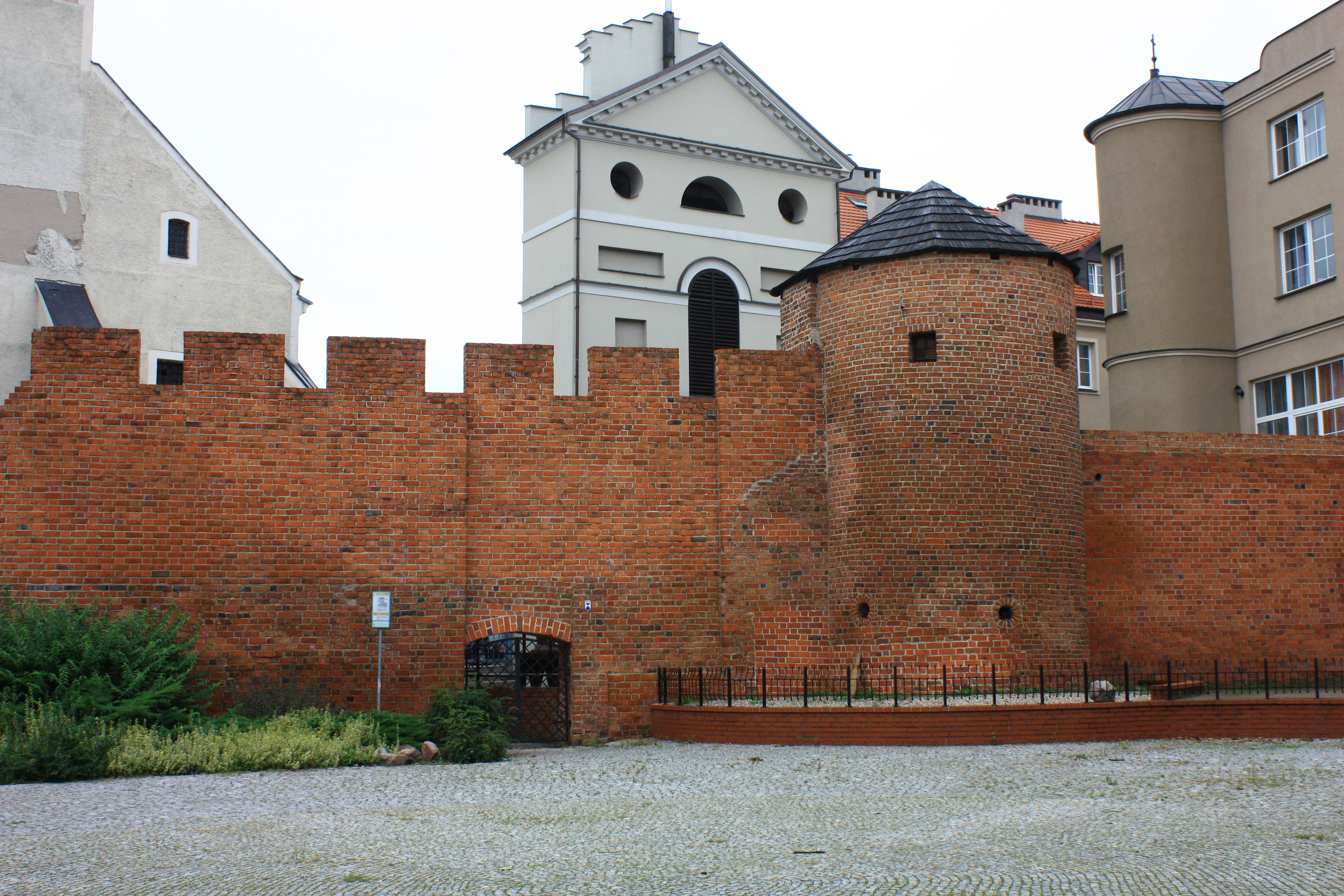
Fragment murów miejskich z basztą „Dorotka”

- fragmenty murów miejskich z XIV w.
  - baszta „Dorotka”, pl. Jana Pawła II
- Przedmoście Kalisz z 1939:
  - schron bojowy nr 10, ul. Gościnna
  - schron bojowy nr 11, ul. Gościnna

## Budynki mieszkalne

### Wille

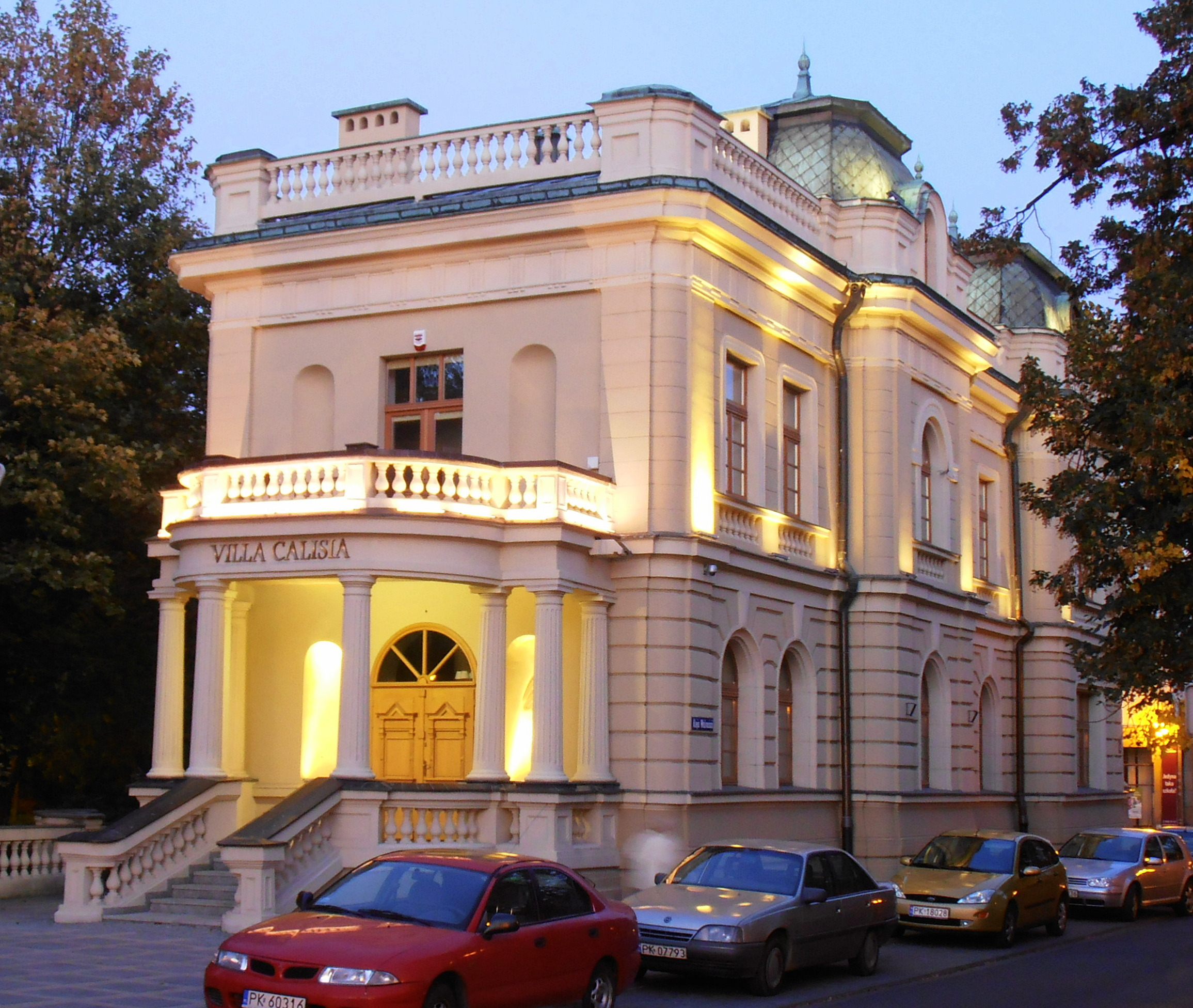
Villa Calisia

- willa Fibigerów z 2. połowy XIX w., ul. Chopina 9a
- willa z 2. połowy XIX w., ul. Fabryczna 1b
- willa Ludwika Müllera z 1912, ul. Kościuszki 8
- willa (obecnie biblioteka) z 1925, ul. Legionów 66
- willa z 1936, ul. Niecała 5
- willa (obecnie przedszkole) z 1930, ul. Warszawska 8
- willa (obecnie kuria diecezji kaliskiej) z 1911, ul. Widok 80-82
- Villa Calisia z 1905, al. Wolności 4

### Kamienice

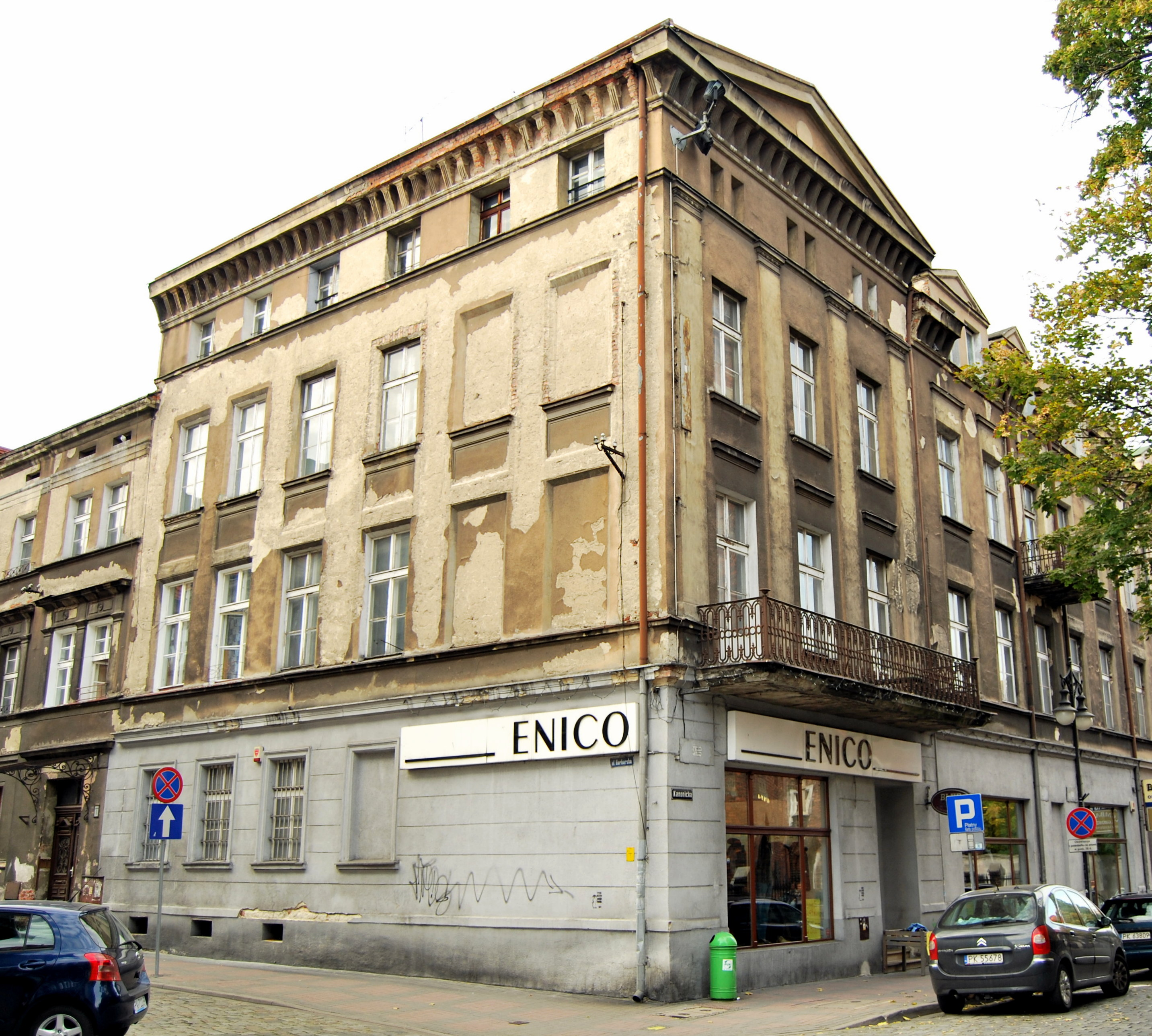
Dawny Hotel Wiedeński

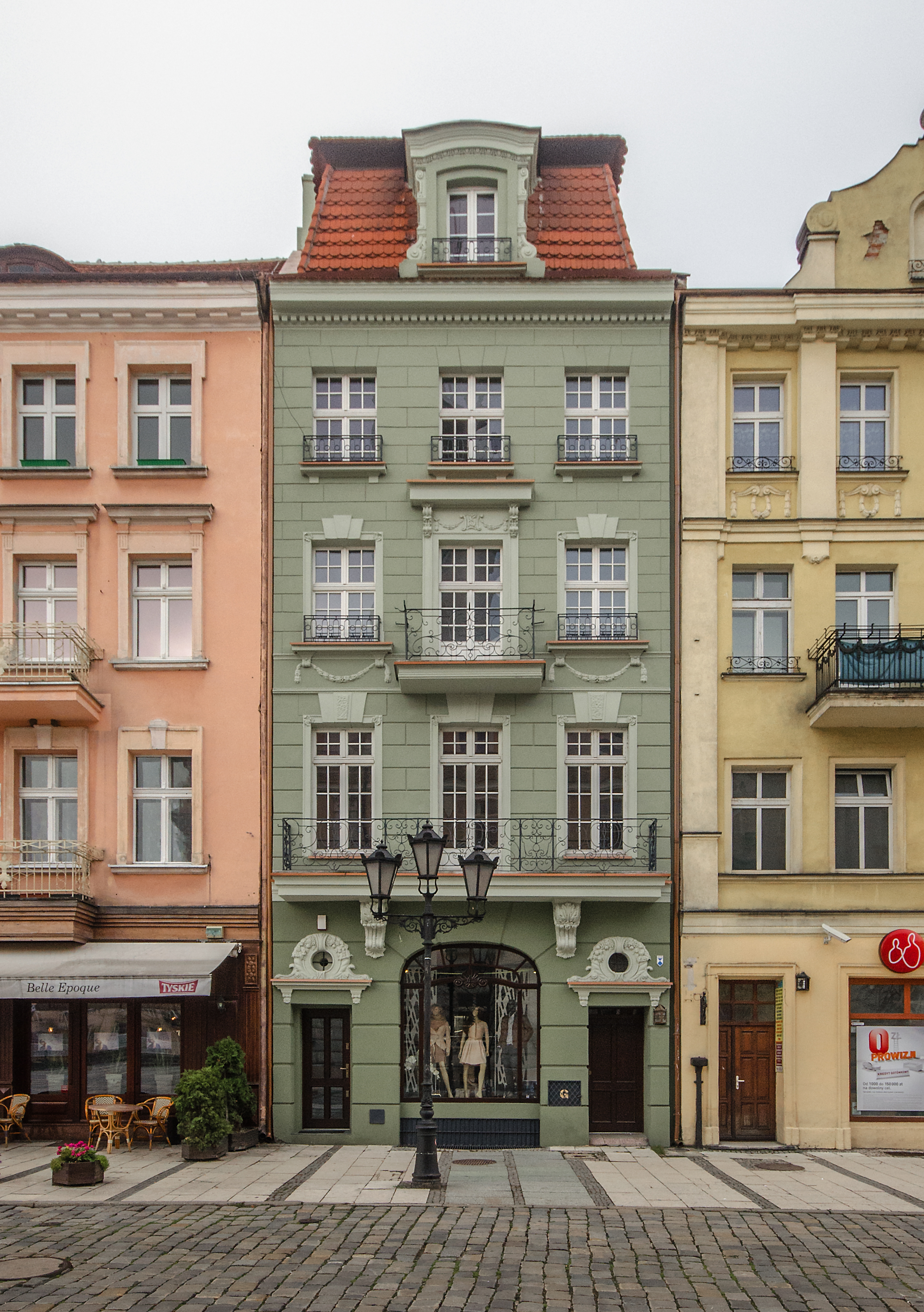
Kamienica przy Głównym Rynku 4

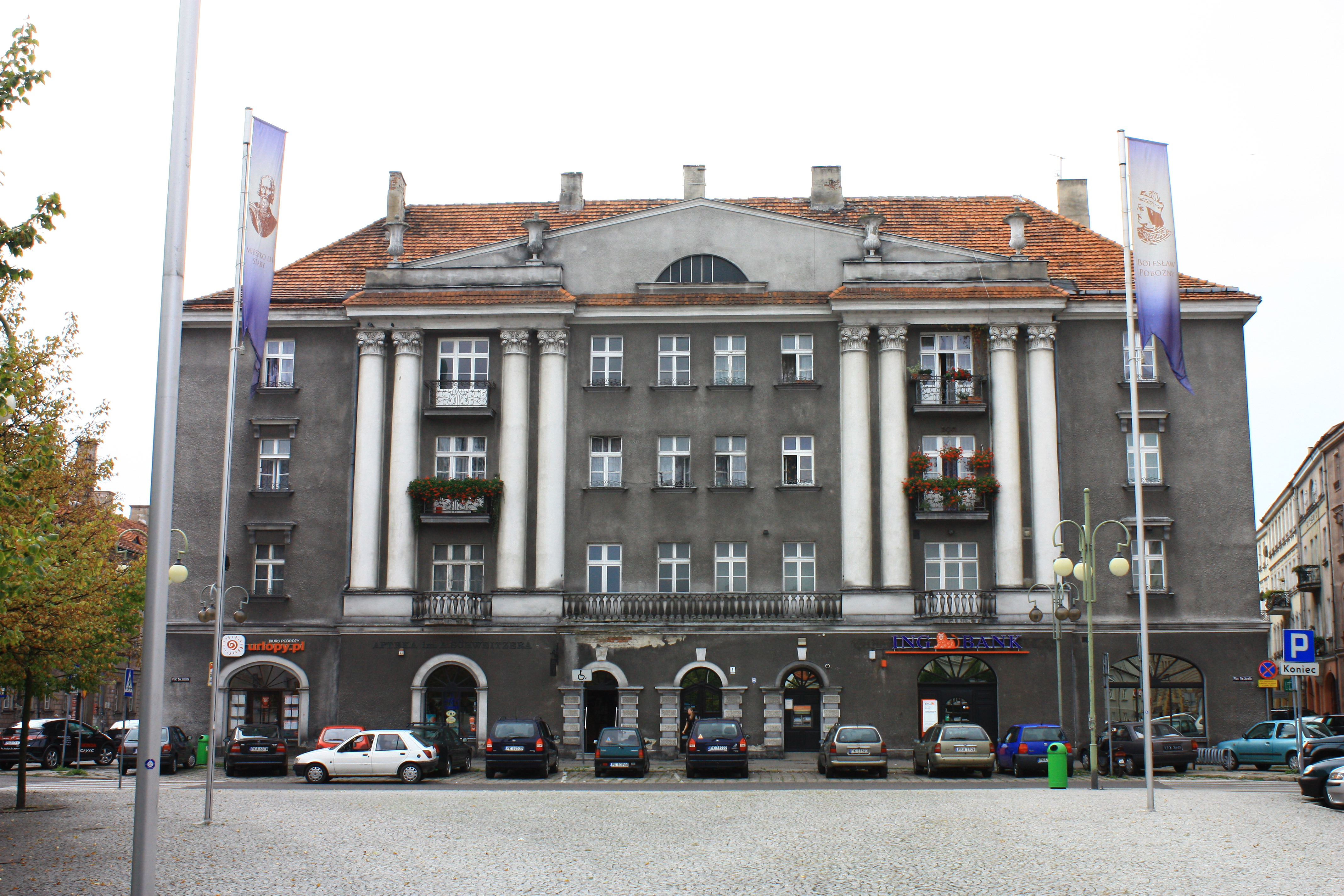
Kamienica przy placu św. Józefa 1

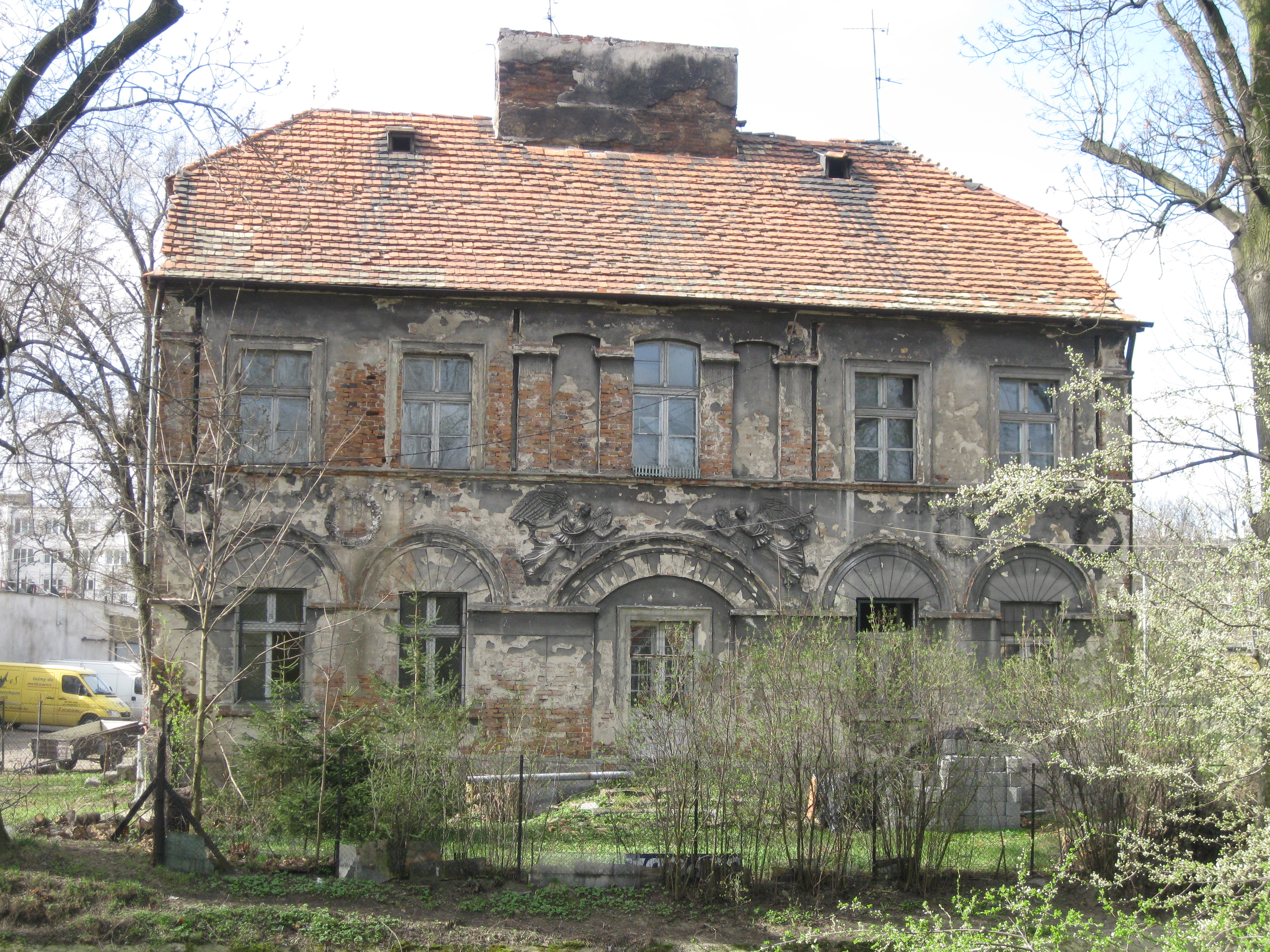
Dom Pod Aniołami

- kamienica z 1. połowy XIX w., ul. Babina 1
- kamienica z oficyną z 1820, ul. Babina 2
- kamienica z 1820, ul. Babina 9
- kamienica (dawny Hotel Wiedeński) z 1847, ul. Garbarska 1, ul. Kanonicka 6
- kamienica z 1925, Główny Rynek 3
- kamienica z 1824, Główny Rynek 4
- kamienica z oficynami z 2. połowy XIX w., ul. Grodzka 11
- kamienica z 1920, pl. św. Józefa 1
- kamienica z 1934, pl. św. Józefa 10
- kamienica z połowy XIX w., ul. Kadecka 1
- kamienica z 1924, ul. Kanonicka 1
- kamienica z 1920, ul. Kanonicka 4
- kamienica z początku XX w., pl. Kilińskiego 2
- pałac Puchalskich z 1831, pl. Kilińskiego 4
- kamienica Szrajera z 1905, ul. Kościuszki 9
- kamienica z połowy XIX w., ul. Łazienna 13
- Dom Pod Aniołami z 1836, ul. Mostowa 4
- kamienica z 1921, ul. Niecała 8
- kamienica z 1860, Nowy Rynek 5
- kamienica z 1. połowy XIX w., ul. Nowy Świat 8
- kamienica z 1. połowy XIX w., ul. Nowy Świat 10
- kamienica z połowy XIX w., ul. Nowy Świat 12
- kamienica z 1901, ul. Podgórze 8
- kamienica z 1931, ul. Pułaskiego 16
- kamienica z oficyną z 1925, ul. Pułaskiego 18
- kamienica z oficyną z 1911, ul. Pułaskiego 24
- kamienica z 1918, ul. św. Stanisława 1-3
- kamienica z 1824, ul. św. Stanisława 6
- kamienica (dawny Hotel Polonia) z 1937, ul. św. Stanisława 9
- kamienica z 2. połowy XIX w., ul. Stawiszyńska 33
- kamienica z 1927, ul. Śródmiejska 4
- kamienica z oficynami z 1926, ul. Śródmiejska 13
- kamienica z oficyną z 1925, ul. Śródmiejska 14
- kamienica z oficyną z 1920, ul. Śródmiejska 33
- kamienica z połowy XIX w., ul. Wodna 1
- kamienica z połowy XIX w., ul. Wodna 3
- kamienica z połowy XIX w., al. Wolności 9a
- kamienica z oficyną z 1920, al. Wolności 16
- kamienica z oficyną z 1918, al. Wolności 19
- kamienica z oficyną z 1902, al. Wolności 21
- kamienica z oficynami z 1920, ul. Zamkowa 9
- kamienica z oficynami z 1860, ul. Zamkowa 13
- kamienica z 1925, ul. Zamkowa 14
- kamienica z 1. połowy XIX w., ul. Zamkowa 21

### Zespoły dworskie

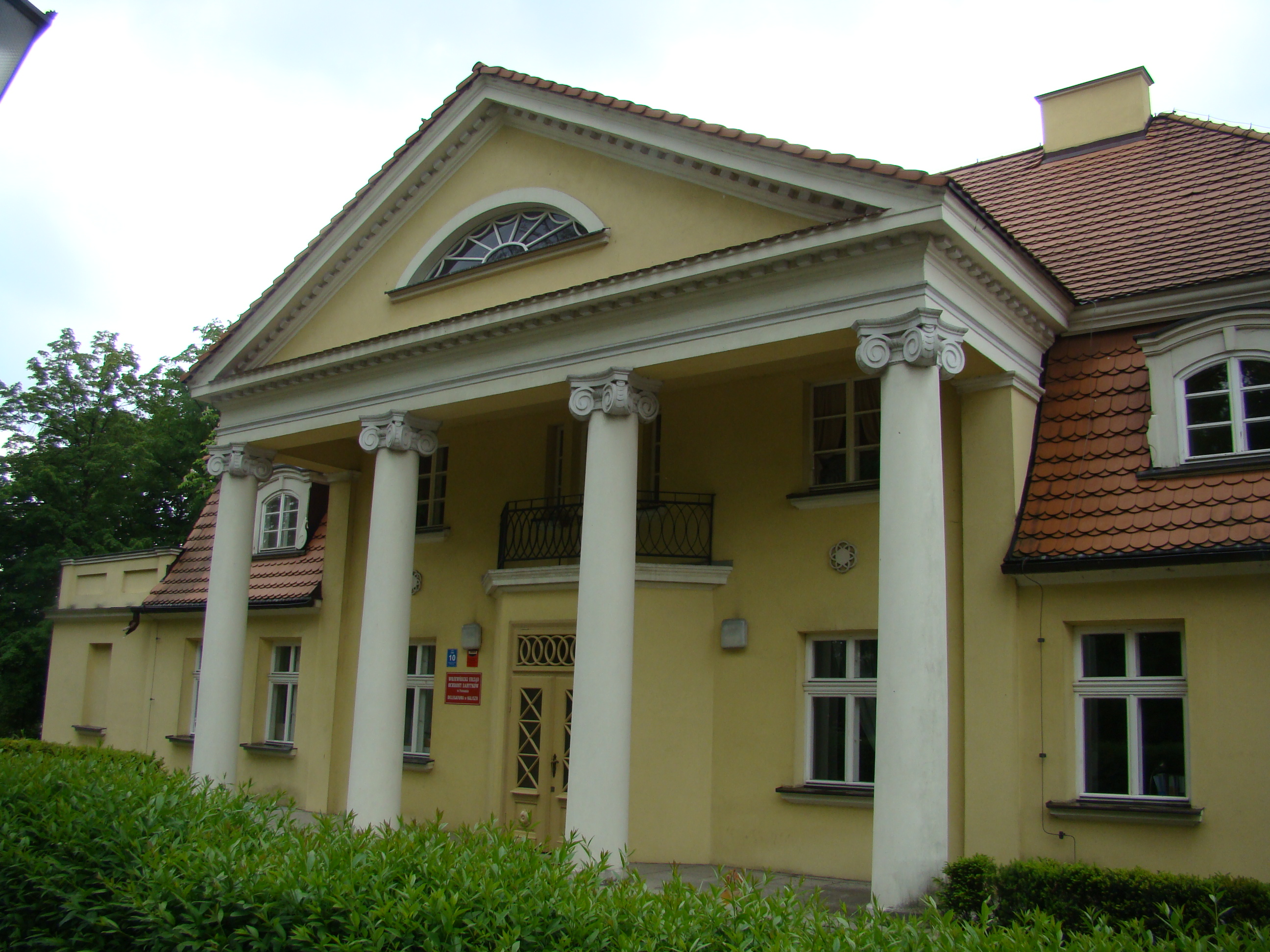
Dwór na Majkowie

- zespół dworski na Majkowie, ul. Tuwima 10:
  - dwór z końca XVIII w.
  - park z początku XIX w.
- zespół dworski w Sulisławicach, ul. Romańska 146:
  - dwór z 2. połowy XVIII w.
  - park z 1805

### Pozostałe
- gmach więzienia z 1844, ul. Łódzka 2
- przytułek dla starców (obecnie Hotel Calisia) z 1855, ul. Nowy Świat 3
- dworek z 1. połowy XIX w., ul. Stawiszyńska 16
- chałupa z 1888, ul. Częstochowska 125

## Inne zabytki

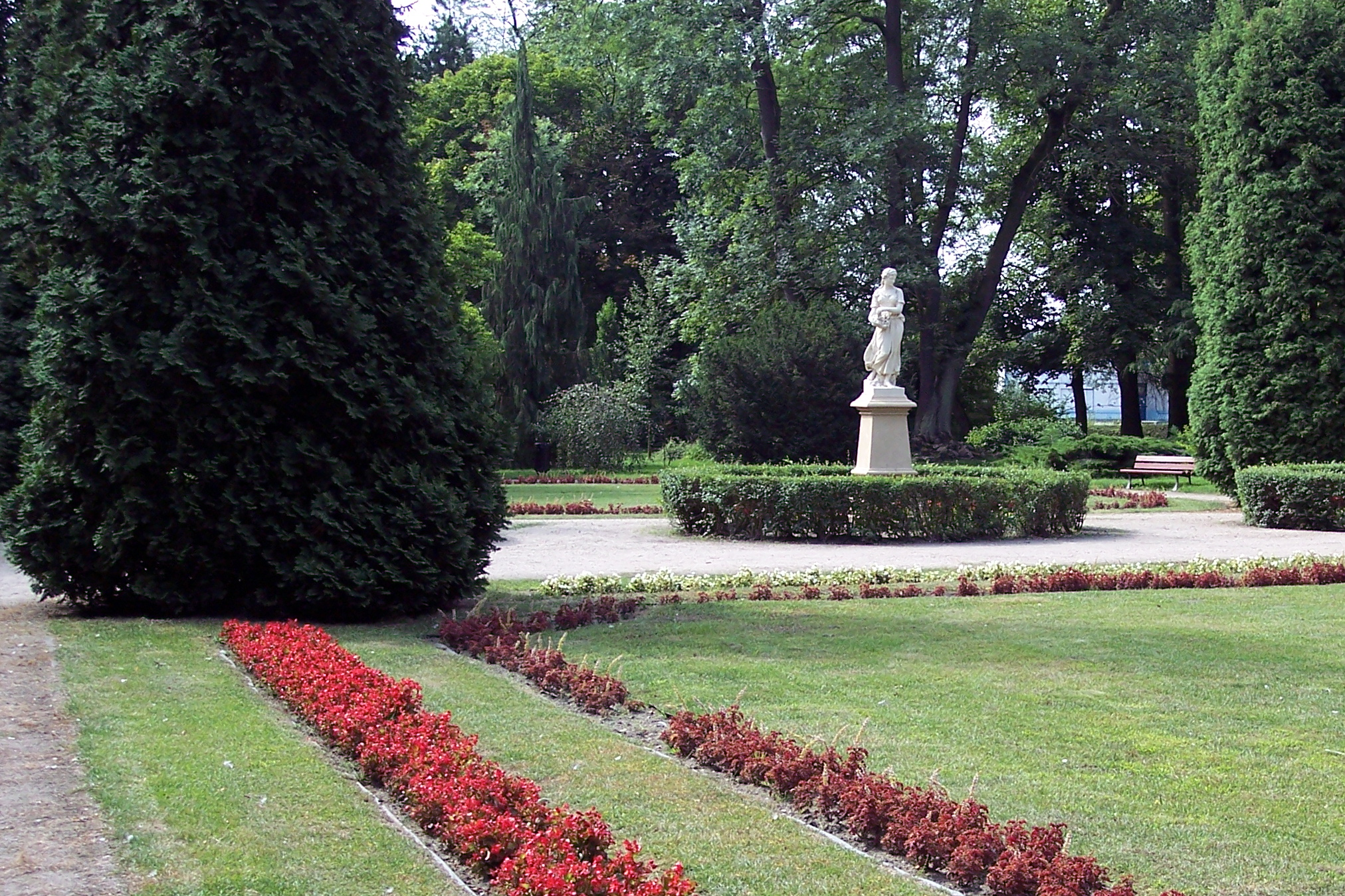
Park Miejski

- układ urbanistyczny miasta lokacyjnego
- Park Miejski, najstarszy publiczny park miejski w Polsce, założony w 1798
- park w Szczypiornie z połowy XIX w.
- aleja Wolności, wytyczona w 1800
- most Kamienny, najstarszy istniejący most w Kaliszu, wzniesiony w latach 1824–1825